# Gymnocalycium platense
Gymnocalycium platense (Speg.) Britton & Rose es una especie fanerógama perteneciente a la familia de las Cactaceae. 

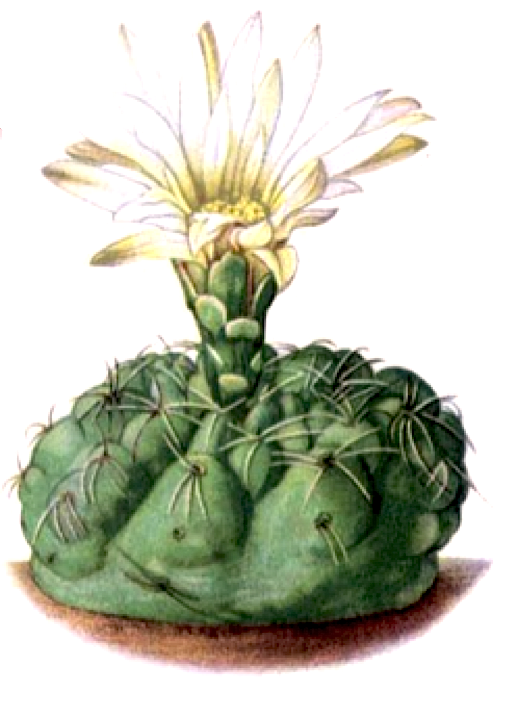
Ilustración

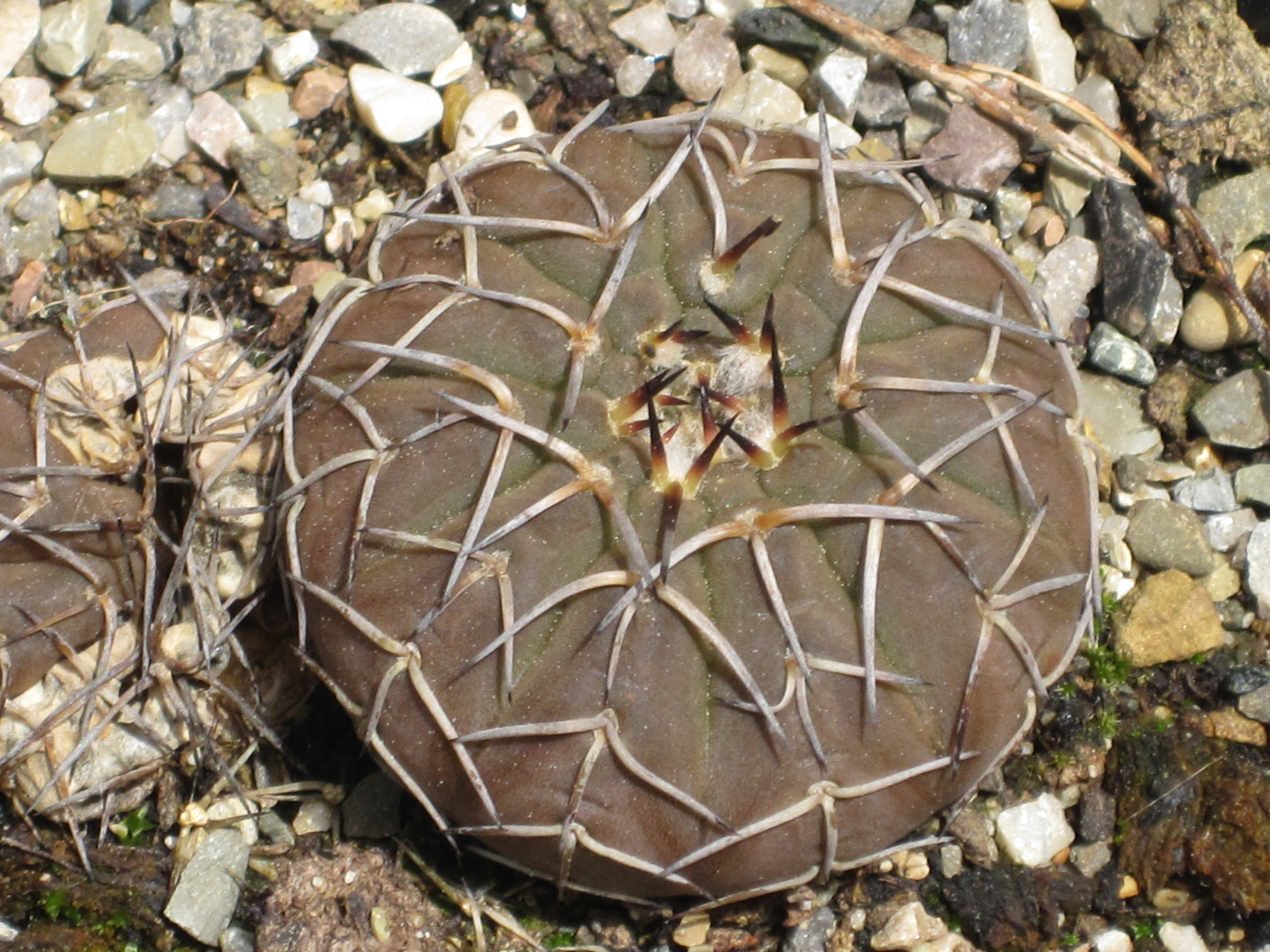
Detalle de la planta

## Distribución
Es endémica de Bolivia y Argentina. Es una especie inusual en las colecciones.

## Descripción
Es una planta perenne carnosa, globosa con las hojas de color verde armada de espinos  y con las flores de color rojo y blanco.

## Taxonomía
Gymnocalycium platense fue descrita por (Speg.) Britton & Rose y publicado en The Cactaceae; descriptions and illustrations of plants of the cactus family 3: 163–164, pl. 18, f. 2; pl 19, f. 1; f. 176, 177, 178. 1922.
Etimología
Gymnocalycium: nombre genérico que deriva del griego,  γυμνός (gymnos) para "desnudo" y κάλυξ ( kalyx ) para "cáliz" = "cáliz desnudo", donde refiere a que los brotes florales no tienen ni pelos ni espinas.
platense epíteto geográfico que alude a su localización en el Río de la Plata.
Sinonimia
- Gymnocalycium gibbosum
- Echinocactus baldianus Speg.
- Echinocactus bodenbenderianus Hosseus
- Echinocactus gibbosus var. platensis (Speg.) Lambert
- Echinocactus gibbosus var. ventanicola Speg.
- Echinocactus platensis Speg.
- Echinocactus platensis var. parvulus Speg.
- Echinocactus quehlianus F.Haage ex H.Quehl
- Echinocactus stellatus Speg.
- Echinocactus stenocarpus K.Schum.
- Gymnocalycium platense var. ventanicola (Speg.) R.Kiesling
- Gymnocalycium quehlianum var. stellatum (Speg.) Dölz
- Gymnocalycium reductum var. platense (Speg.) R.Kiesling
- Gymnocalycium reductum var. schatzlianum (Strigl & W.Till) Papsch
- Gymnocalycium schatzlianum Strigl & W.Till
- Gymnocalycium stellatum (Speg.) Speg.[2]